# Jens Kirsten
Jens Kirsten (* 1967 in Weimar) ist ein deutscher Literaturwissenschaftler, Buchwissenschaftler und Herausgeber.
Kirsten absolvierte nach dem Abitur eine handwerkliche Ausbildung (Erwachsenenqualifizierung) als Möbelpolsterer. Von 1991 bis 1993 besuchte er das Fremdspracheninstitut der Landeshauptstadt München. Anschließend studierte er Lateinamerikanistik, Altamerikanistik und Linguistik an der FU Berlin und wurde 2004 mit der Dissertation „Lateinamerikanische Literatur in der DDR. Publikations- und Wirkungsgeschichte“ zum Dr. phil. promoviert. Von 1987 bis 1989 war er Mitarbeiter der von Claus Bach und John Keiler herausgegebenen Samisdat-Künstlerzeitschrift „Reizwolf“; druckgrafische Arbeiten entstanden ab 1984. Seit 2006 ist er Geschäftsführer des Thüringer Literaturrates in Weimar.

## Publikationen

### Bücher (Auswahl)
- Lateinamerikanische Literatur in der DDR. Publikations- und Wirkungsgeschichte. Reihe: Forschungen zur DDR-Gesellschaft, Ch. Links Verlag, Berlin 2004, ISBN 978-3-86153-344-3.
- Wurzelprinzessinnen, Detektive und eine Jugendbücherei voller Abenteuer. Die Geschichte des Weimarer Gebrüder Knabe Verlages. I Begleitbuch zur Ausstellung im Stadtmuseum Weimar, Knabe Verlag, Weimar 2009, ISBN 978-3940442901.
- Nennen Sie mich einfach Prinz. Das Lebensabenteuer des Harry Domela. Weimarer Schriften, Bd. 65, Stadtmuseum Weimar, Weimar 2010.

### Beiträge (Auswahl)
- Bücher aus Lateinamerika – Ein Überblick. In: Siegfried Lokatis/Simone Barck (Hrsg.): Fenster zur Welt. Eine Geschichte des DDR-Verlages Volk und Welt. Ch. Links Verlag, Berlin 2003, S. 162–168.
- Das Lateinamerika-Bild in der DDR-Abenteuerliteratur, in: Peter Birle / Friedhelm Schmidt-Welle (Hg.): Wechselseitige Perzeptionen: Deutschland – Lateinamerika im 20. Jahrhundert., Vervuert, Frankfurt am Main 2007, S. 129–156.
- Verlagspolitik und Rezeption lateinamerikanischer Literatur in der DDR 1970-1990 (mit Rückgriff auf die fünfziger und sechziger Jahre). In: Diana von Römer / Friedhelm Schmidt-Welle (Hg.): Lateinamerikanische Literatur im deutschsprachigen Raum, Verfuert, Frankfurt am Main 2007, S. 51–65.
- Panzermann – ganzer Mann, in: floppy myriapoda. Subkommando für die freie Assoziation, Heft 6 (2007).
- Laudatio auf Jürgen K. Hultenreich zur Verleihung der Kester-Haeussler-Ehrengabe der Deutschen Schillerstiftung von 1859 am 10. Mai 2013 in Marbach, In: Deutsche Schillerstiftung von 1859. Verleihung der Ehrengabe der Kester-Haeussler-Stiftung an Jürgen K. Hultenreich am 10. Mai 2013 in Marbach, Weimar 2013.
- Zwischen Weltoffenheit und Planvorgaben. Literatur aus Lateinamerika in der DDR, in: Peter Goßens / Monika Schmidt-Emans (Hg.): Weltliteratur in der DDR. Debatten – Rezeption – Kulturpolitik, Christian A. Bachmann Verlag, Berlin 2015, S. 261–284.
- Bücher aus Lateinamerika im Reclam Verlag Leipzig. In: Ingrid Sonntag (Hrsg.): An den Grenzen des Möglichen. Reclam Leipzig 1945–1991. Ch. Links Verlag, Berlin 2016, S. 277–284.

### Herausgaben
- Weimar literarisch, Aufbau-Verlag, Berlin 2013, ISBN 978-3746629148.
- mit Christoph Schmitz-Scholemann: Vom Geist der Stunde. Vordenker und Wegbereiter. Die Revolution in Deutschlands Mitte 1989, Weimarer Verlagsgesellschaft, Weimar 2015, ISBN 978-3737402347.
- Thüringer Anthologie – Eine poetische Reise, hg. Jens Kirsten, Christoph Schmitz-Scholemann, Weimarer Verlagsgesellschaft in der Verlagshaus Römerweg GmbH, Wiesbaden 2018, ISBN 978-3737402712.
- Der Weg entsteht im Gehen. Literarische Texte aus 100 Jahren Thüringen, hg. Jens Kirsten, Christoph Schmitz-Scholemann, Weimarer Verlagsgesellschaft in der Verlagshaus Römerweg GmbH, Wiesbaden 2020, ISBN 978-3737402828.
- Autorenlexikon des Thüringer Literaturrates, (Weimar 2008–; online)
- Audiobibliothek des Thüringer Literaturrates, (Weimar 2012–; online)